# Deltote brunneicolor
Deltote brunneicolor is een vlinder uit de familie van de uilen (Noctuidae). De wetenschappelijke naam van deze soort is voor het eerst voorgesteld als Eustrotia brunneicolor door Gustaaf Hulstaert in een publicatie uit 1924.
De soort komt voor in Papoea-Nieuw-Guinea.